# Land of Happiness
Land of Happiness (en hangul, 행복의 나라; romanización revisada, Haengbog-ui nala) es una película surcoreana de drama judicial dirigida por Choo Chang-min y protagonizada por Jo Jung-suk, Lee Sun-kyun (de quien es el trabajo póstumo) y Yoo Jae-myung. Está inspirada en la figura del abogado Tae Yoon-ki, quien fue el defensor del coronel Park Heung-ju después del asesinato del presidente Park Chung-hee en 1979. La película se estrenó el 14 de agosto de 2024.

## Sinopsis
Land of Happiness recrea la historia de Tae Yoon-ki, defensor del coronel Park Heung-ju después del asesinato del presidente Park Chung-hee en 1979. Park Tae-joo es un militar implicado en el asesinato del presidente de Corea por orden de sus superiores, hecho que se produjo el 26 de octubre de 1979.  Jung In-hoo es un abogado que se encarga de defenderlo en el juicio, «el peor juicio político de Corea». A pesar de que Park Tae-joo se enfrenta a una sentencia predeterminada debido a su condición de militar, Jung In-hoo lucha incansablemente para garantizar un juicio justo.

## Base histórica
La trama se basa en hechos históricos: las consecuencias legales del asesinato del presidente Park Chung-hee en 1979, conocido en Corea como «10-26» por el día y el mes del suceso; fue un juicio apresurado que duró dieciséis días. No obstante, muchas partes, excepto las escenas relativas al juicio, fueron adaptadas mezclando hechos y ficción. Por ejemplo, las escenas en que el abogado Jung In-hoo es arrastrado y torturado, y la del campo de golf al final, son ficticias. 
En los últimos años, son tres las películas que han abordado el 10-26: The President's Last Bang (Im Sang-soo, 2005), El hombre del presidente (Woo Min-ho, 2020), y la presente Land of Happiness, mientras que 12.12: The Day (Kim Sung-su, 2023) trata de los acontecimientos sucesivos. Las dos primeras se ciñen más a los hechos reales, en tanto que Land of Happiness introduce más ficción. Pero pueden verse como obras complementarias:  El hombre del presidente presenta la situación del conflicto político cuarenta días antes del 26 de octubre; The President's Last Bang recrea la escena del mismo 26 de octubre, y Land of Happiness el juicio a que dio lugar.

## Reparto
- Jo Jung-suk como Jung In-hoo, el abogado de Park Tae-ju, que cree que en los tribunales solo hay victoria y derrota, no justicia, pero comienza a cambiar a medida que pasa por repetidas pruebas, hasta que finalmente estalla en ira cuando siente que el resultado del juicio está siendo controlado por un gran poder oculto. El personaje real era Tae Yoon-ki.[7][8][9][10]
- Lee Sun-kyun como Park Tae-ju, secretario del director de la Agencia Central de Inteligencia, un soldado íntegro en el centro de un incidente que sacudió la historia moderna de Corea. Por ser militar, será juzgado en un juicio sin posibilidad de apelación, pero a pesar de ello no pierde su integridad hasta el final y trata de proteger sus propias creencias. El personaje real era Park Heung-joo.[11][8][12]
- Yoo Jae-myung como Jeon Sang-doo, jefe del equipo de investigación conjunta, que controla el resultado escuchando a escondidas el juicio. Solicita al Jefe del Estado Mayor del Ejército, general Jeong, que lleve a cabo el juicio a puerta cerrada y toma la iniciativa en el juicio injusto amenazando al equipo de la defensa. El personaje real era Chun Doo-hwan.[8][13]
- Woo Hyun como Lee Man-sik, representante del equipo de defensa.[14]
- Lee Won-jong como Jeong Jin-hoo, jefe del Estado Mayor del Ejército. El personaje real era Jeong Seung-hwa.[15]
- Jeon Bae-soo como Bu Han-myeong, abogado defensor en el juicio.[16]
- Song Young-kyu como Choi Yong-nam, abogado defensor en el juicio.[16]
- Choi Won-young como Baek Seung-gi, fiscal.[16]
- Kang Mal-geum como Ok Jeong-ae, la esposa de Park Tae-ju.[17]
- Park Hoon como Kim Oh-ryong, subdirector de personal.[18]
- Lee Hyun-kyun como Jo Sang-cheol, abogado defensor en el juicio.[18]
- Jin Ki-joo como Jo Soon-jung, la novia de Jung In-hoo.[19]
- Yoo Seong-ju como Kim Young-il, director de la Agencia Central de Inteligencia. El personaje real era Kim Jae-gyu.[18]
- Kim Pub-lae como Kim Young-hyun, juez militar.
- Kim Jae-chul como Jin Tae-gon, subordinado de Sang-doo y jefe de sección del Comando de Seguridad. El personaje real era Lee Hak-bong.
- Lim Ki-hong como Lee Tae-moo, conductor.
- Park No-sik como funcionario del Servicio de Inteligencia Nacional.
- Lim Cheol-hyung.[18]

## Producción
Land of Happiness es una producción de Pappas Film y Oscar 10 Studio; la inversión y la distribución corrieron a cargo de Next Entertainment World (NEW). El costo neto de producción fue de 10 600 millones de wones, por lo que el punto de equilibrio financiero (a partir del cual se generan beneficios) se estimaba en alrededor de 2,7 millones de espectadores.
El director es Choo Chang-min, quien ganó prestigio en 2012 con Masquerade, drama histórico que recibió numerosos galardones y tuvo más de doce millones de espectadores. Cuando terminó Late Blossom en 2010, NEW sugirió a Choo que considerase el guion, pero no quería dirigirlo él mismo y lo rechazó. Después de terminar Seven Years of Night (2016) recordó ese guion y se ofreció a llevarlo a la pantalla. Jo Jung-seok se unió entonces, tras leer el guion adapatado, y su participación en el proyecto facilitó el progreso de la inversión.
En la adaptación definitiva hubo algunos cambios: se destacó el papel de Jung In-hoo, el personaje de Jo Jung-seok; se hizo de él un arquetipo de los casi treinta abogados de derechos humanos que tomaron parte en el proceso real. Además, el defensor del imputado fue sustituido por un abogado de oficio ya antes del primer juicio. Sobre la fidelidad a los hechos reales, el director declaró: «el 95 % de las escenas del tribunal son idénticas a las reales. Investigué los registros del juicio en ese momento y recuperé las palabras reales intercambiadas». Otro elemento que se tuvo en cuenta fue el de no superponerse con 12.12: The Day en los personajes principales. Las dos películas se produjeron casi al mismo tiempo y los directores adoptaron este acuerdo.
En diciembre de 2020 la agencia de Jo Jung-suk anunció que tomaría parte en la película, mientras que las incorporaciones de Lee Sun-kyun y Yoo Jae-myung se produjeron mucho más tarde, en la primavera o a principios del verano de 2021. Para Lee Sun-kyun, junto con Escape: Project Silence, se trata de su obra póstuma, la última película que terminó de rodar antes de suspender su trabajo como consecuencia de la investigación a la que lo sometió la policía y su posterior fallecimiento. Ambas películas se estrenaron con apenas un mes de diferencia.
Estaba previsto que el rodaje comenzara en el verano de 2021, pero inició realmente el 1 de octubre, y concluyó el 29 de enero de 2022. Choo Chang-min rodó varias escenas para el final; prevaleció la de la visita de Jung In-hoo a Jeon Sang-doo en el campo de golf, que es claramente un elemento de ficción. Choo la incluyó pensando que «el golf se parece al mundo en el que piensan los que están en el poder», pues creen que pueden jugar con él como deseen, pero hay una bola que en realidad no pueden controlar.

### Promoción
El 11 de julio de 2024 la distribuidora NEW lanzó tres carteles y el segundo avance del filme. El 22 de julio siguieron otros trece carteles de los personajes, que contienen los pensamientos internos de cada uno de los que van a juicio por diferentes motivos. La producción se presentó en conferencia de prensa el 22 de jullio de 2024 en la sucursal de entrada de la Universidad Lotte Cinema Konkuk en Jayang-dong, Gwangjin-gu, Seúl. El 22 de agosto se lanzó el vídeo musical con el tema To the Land of Happiness, una canción de Han Dae-su publicada en 1974.
Después del estreno, la película contó con un apretado calendario de «saludos escénicos» en el que director y actores acudieron a varias salas de Seúl para agradecer al público su asistencia.

### Lee Sun-kyun: investigación por uso de drogas y posterior muerte
La película estaba programada para su estreno en el cuarto trimestre de 2023. En octubre de 2023 el protagonista Lee Sun-kyun fue investigado por la policía con la acusación de uso de drogas. Ante el escándalo originado por la noticia, la casa productora adoptó una actitud de cautela, señalando que seguirían con atención los resultados de la investigación, pero que no se había fijado aún la fecha y que seguía el trabajo de posproducción. En noviembre se sopesó la posibilidad de sustituir al actor, aunque se desechó por el aumento de costes que supondría volver a rodar sus escenas; incluso se sugirió modificar solo su cara usando inteligencia artificial. Al final prevaleció la idea de dejarla tal y como había quedado. El 27 de diciembre Lee fue hallado muerto en el interior de un vehículo, en un parque de Seúl. Por entonces ya era seguro que no se sustituiría al actor y que para completar el filme faltaba ultimar el trabajo de posproducción.

## Estreno y recepción
Land of Happiness se estrenó el 14 de agosto de 2024 en 1096 salas. El primer día vendió 78 401 entradas, quedando tercera en la taquilla surcoreana. Al 24 de agosto, aún en período de exhibición, había alcanzado la cifra de 548 730 espectadores, que dejaron una taquilla del equivalente a 3 844 942 dólares, situándose por este concepto en la trigésima posición entre las películas surcoreanas estrenadas en 2024.
Los comentarios del público que había visto la película fueron en general favorables. Muchos espectadores escribieron que pudieron entrar fácilmente en la historia porque son hechos relativamente recientes y conocidos, y además existía el apoyo de 12.12: The Day, la exitosa película de finales de 2023 que abordaba la misma historia desde el momento sucesivo al asesinato del presidente. La acogida de la película fue compartida por personas de todas las generaciones de edad, que encontraban en ella puntos de interés distintos.

### Crítica
Hyekyung, en Brunch, se pregunta por qué se eligió estrenar una película «de sabor tan amargo» durante la temporada de verano, más indicada para la comedia, al tiempo que elogia la labor del trío de protagonistas, Jo Jung-seok, Lee Sun-kyun y Yoo Jae-myeong, que considera excelente. Si bien en el desarrollo de la trama hay algunas inconsistencias, «hubo una parte que me tocó el corazón, ya que las luchas de los personajes se transmitieron claramente».